# Ngôn ngữ mô tả phần cứng
Trong lĩnh vực điện tử, ngôn ngữ mô tả phần cứng (Hardware Description Language – HDL) là một ngôn ngữ máy tính chuyên dụng thường được sử dụng để mô tả cấu trúc và hành vi của các mạch điện tử, phổ biến nhất là các mạch logic số (digital logic circuits). 